# Championnat de Tunisie masculin de handball 1999-2000
Navigation
Saison précédente 1998-1999 Saison suivante 2000-2001
La saison 1999-2000 du championnat de Tunisie masculin de handball est la 45e édition de la compétition. Elle est disputée en une seule phase et en une seule poule en aller et retour. Le Club africain s’adjuge le championnat alors que le tenant du titre, l’Étoile sportive du Sahel, remporte la coupe de Tunisie. En bas du tableau, El Baath sportif de Béni Khiar et le Stade nabeulien quittent l’élite.

## Clubs participants
| - Association sportive d'Hammamet - Club africain - El Baath sportif de Béni Khiar - El Makarem de Mahdia - Espérance sportive de Tunis - Étoile sportive du Sahel | - Jendouba Sports - Jeunesse sportive kairouanaise - Stade nabeulien - Stade sportif midien - Stade tunisien - Zitouna Sports |

## Compétition
Le barème de points servant à établir le classement se décompose ainsi :
- Victoire : 3 points
- Match nul : 2 points
- Défaite : 1 point
- Forfait et match perdu par pénalité : 0 point

### Classement final
|    | Équipe                          | Pts | J  | G  | N | P       | Bp  | Bc  | Diff |
| -- | ------------------------------- | --- | -- | -- | - | ------- | --- | --- | ---- |
| 1  | Club africain                   | 64  | 22 | 20 | 2 | 0       | 589 | 427 | 162  |
| 2  | Espérance sportive de Tunis     | 63  | 22 | 20 | 1 | 1       | 609 | 429 | 180  |
| 3  | Étoile sportive du Sahel (T, C) | 55  | 22 | 16 | 1 | 5       | 528 | 436 | 92   |
| 4  | Stade sportif midien            | 48  | 22 | 11 | 4 | 7       | 523 | 496 | 27   |
| 5  | El Makarem de Mahdia            | 48  | 22 | 12 | 2 | 8       | 533 | 491 | 42   |
| 6  | Jeunesse sportive kairouanaise  | 39  | 22 | 6  | 5 | 11      | 513 | 550 | -37  |
| 7  | Stade tunisien (P)              | 39  | 22 | 6  | 5 | 11      | 566 | 595 | -29  |
| 8  | Association sportive d'Hammamet | 38  | 22 | 7  | 2 | 13      | 514 | 554 | -40  |
| 9  | Zitouna Sports                  | 38  | 22 | 6  | 4 | 12      | 489 | 569 | -80  |
| 10 | Jendouba Sports (P)             | 36  | 22 | 6  | 2 | 14      | 491 | 575 | -84  |
| 11 | El Baath sportif de Béni Khiar  | 35  | 22 | 6  | 1 | 15      | 544 | 591 | -47  |
| 12 | Stade nabeulien                 | 23  | 22 | 1  | 1 | 20 (2F) | 445 | 634 | -189 |

|  | Champion de Tunisie 1999-2000                                                                      |
|  | Relégation directe en division nationale B                                                         |
|  | (T) Tenant du titre (C) Vainqueur de la coupe de Tunisie (P) Club promu de la division nationale B |

### Division nationale B
L’Union sportive sayadie et l'Olympique de Médenine sont les lauréats de cette division et accèdent en division nationale A, alors que le Sporting Club de Ben Arous et le Wided athlétique de Montfleury rétrogradent en division d’honneur.
- 1er : Union sportive sayadie, 52 points
- 2e : Olympique de Médenine
- 3e : Union sportive témimienne, 44 points
- 4e : Aigle sportif de Téboulba, 41 points
- 5e : Club sportif de Hammam Lif, 40 points
- 6e : Sporting club de Moknine, 38 points
- 7e : Association sportive de l'Ariana, 37 points
- 8e : Union sportive de Gremda, 36 points
- 9e : Handball Club de Djerba, 34 points
- 10e : Espoir sportif de Hammam Sousse, 32 points
- 11e : Sporting Club de Ben Arous, 30 points
- 12e : Wided athlétique de Montfleury, 20 points

### Division d’Honneur
Les leaders et leurs dauphins des trois poules disputent les barrages. Il s’agit d'Ezzahra Sports et du Stade zaghouanais (Nord), du Croissant sportif de M'saken et du Handball Club de Chebba (Centre), de la Jeunesse sportive de Chihia et du Club sportif de Sakiet Ezzit (Sud). Ezzahra Sports et le Croissant sportif de M'saken obtiennent leur accession en division nationale B.

## Champion
- Club africain
  - Entraîneur : Leonid Zakharov
  - Effectif : Riadh Sanaa et Makrem Cherif (GB), Mohammed Berrajaâ, Walid Ben Amor, Karim Zaghouani, Zouheir Ben Messaoud, Adel Hihi, Mohamed Messaoudi, Maher Daly, Ali Madi, Walid Bouzgarrou, Makrem Zaghdoudi, Dhaker Essid